# Hau Pei-tsun
Hau Pei-tsun, född 8 augusti 1919, död 30 mars 2020, var en kinesisk och taiwanesisk politiker och fyrstjärnig general.
Under det andra världskriget tjänstgjorde han i Nationella revolutionära arméns styrkor i Brittiska Indien och under det kinesiska inbördeskriget var han stabschef i striderna mot Folkets befrielsearmé. Efter nederlaget i inbördeskriget följde han Chiang Kai-shek till Taiwan.
Han steg i graderna och var överbefälhavare för Taiwans försvarsmakt från 1978 till 1981. Han var ledamot i Kuomintangs ständiga utskott och var försvarsminister från 1989 till 1990, då han blev utnämnd till försvarsminister.
Han tillhörde en konservativ fraktion inom Kuomintang och fick sitt medlemskap "upphävt" i samband med att han ställde upp som vice presidentkandidat mot den sittande Kuomintang-kandidaten. 2005 återinträdde han i Kuomintang.